# Praiano
Praiano est une commune italienne de la province de Salerne, dans la région Campanie, sur la côte amalfitaine en bordure du golfe de Salerne.

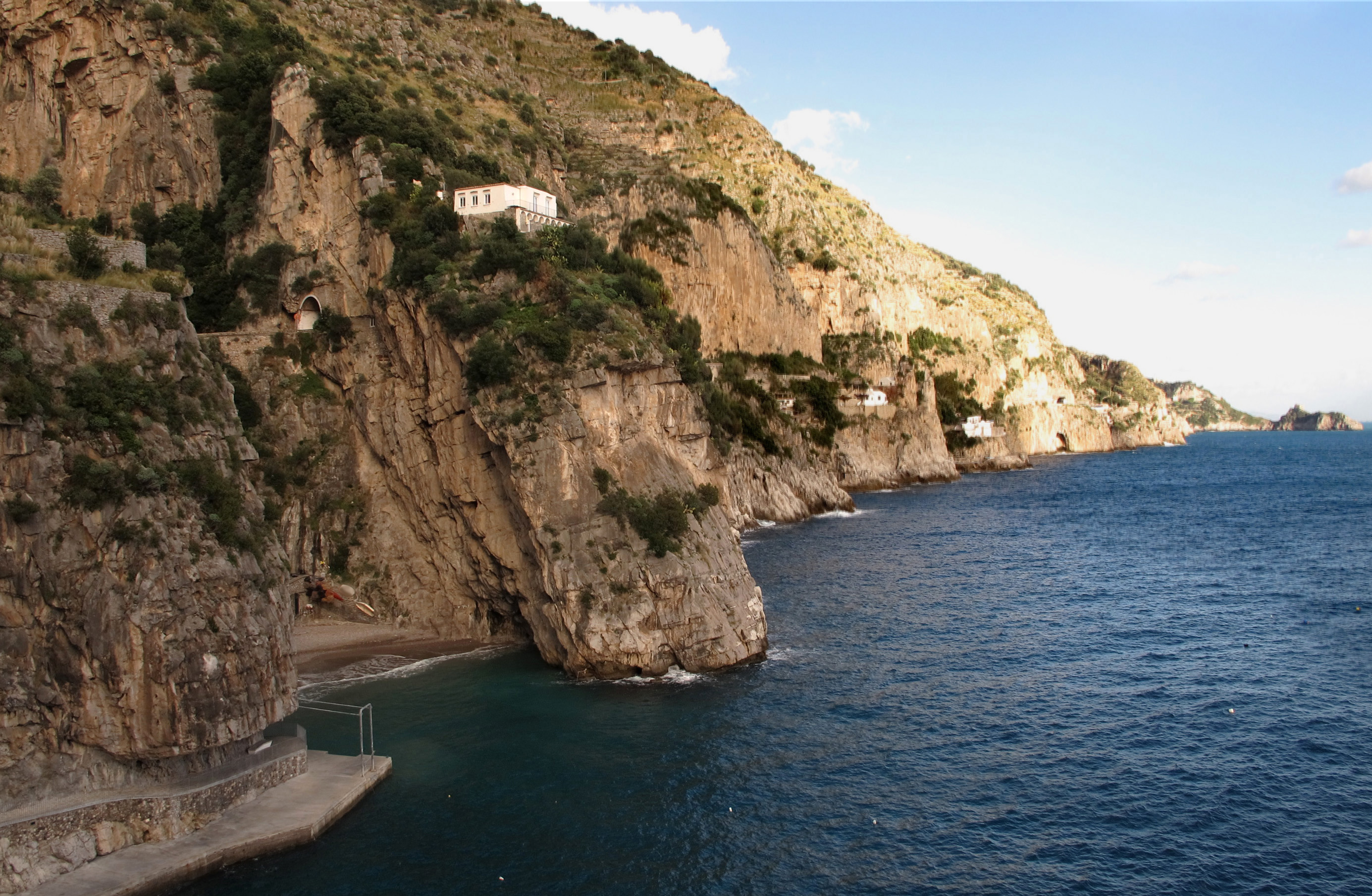
Marina di Praia.

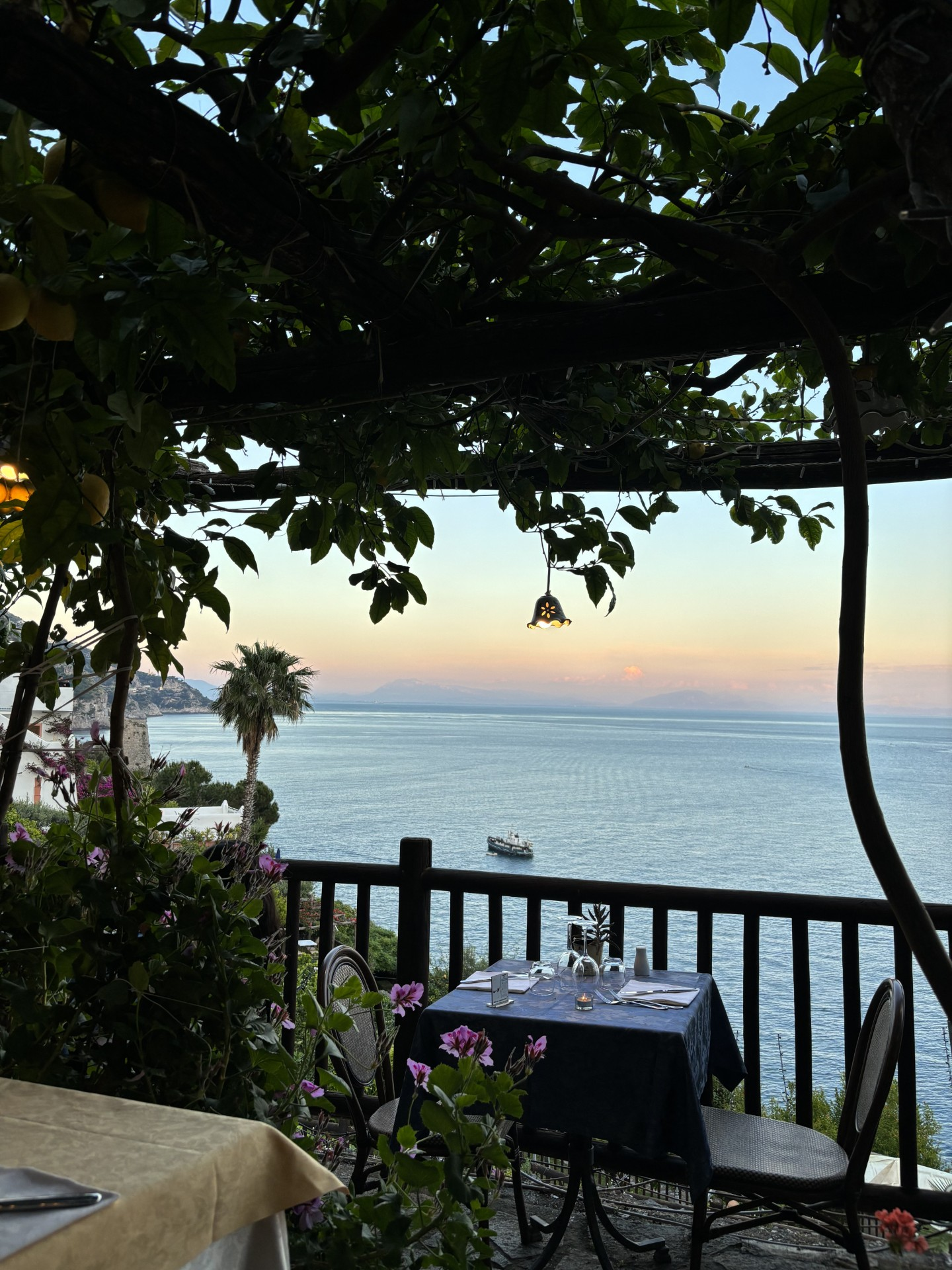
Praiano au coucher de soleil.

## Administration
| Période                                  | Période | Identité | Étiquette | Qualité |
| ---------------------------------------- | ------- | -------- | --------- | ------- |
|                                          |         |          |           |         |
| Les données manquantes sont à compléter. |         |          |           |         |

### Communes limitrophes
Agerola, Furore, Positano.